# Too Much to Ask
"Too Much to Ask" é uma canção do cantor irlandês Niall Horan, gravada para o seu álbum de estreia Flicker. Foi composta pelo próprio intérprete, com o auxílio de Jamie Scott, sendo produzida por Greg Kurstin. O seu lançamento ocorreu em 15 de setembro de 2017, através da Capitol Records, servindo como o terceiro single do disco.

## Faixas e formatos
| Download digital |                   |         |  |
| N.º              | Título            | Duração |  |
| 1.               | "Too Much to Ask" | 3:43    |  |

## Desempenho nas tabelas musicais

### Posições
| Tabela musical (2017)                                  | Melhor posição |
| ------------------------------------------------------ | -------------- |
| Alemanha (Media Control Charts)                        | 61             |
| Austrália (ARIA Charts)                                | 23             |
| Áustria (Ö3 Austria Top 40)                            | 29             |
| Bélgica (Ultratop 50 de Flandres)                      | 37             |
| Bélgica (Ultratip da Valônia)                          | 5              |
| Canadá (Canadian Hot 100)                              | 41             |
| Escócia (The Official Charts Company)                  | 9              |
| Eslováquia (IFPI Slovenská Republika)                  | 18             |
| Espanha (Productores de Música de España)              | 26             |
| Estados Unidos (Billboard Hot 100)                     | 66             |
| Estados Unidos (Pop Songs)                             | 33             |
| Filipinas (Philippine Hot 100)                         | 56             |
| Finlândia (IFPI Finlândia)                             | 12             |
| França (Syndicat National de l'Édition Phonographique) | 37             |
| Hungria (Magyar Hanglemezkiadók Szövetsége)            | 8              |
| Irlanda (Irish Recorded Music Association)             | 6              |
| Itália (Federazione Industria Musicale Italiana)       | 65             |
| Japão (Japan Hot 100)                                  | 29             |
| Líbano (The Official Lebanese Top 20)                  | 14             |
| Noruega (VG-lista)                                     | 32             |
| Nova Zelândia (NZ Top 10 Heatseekers Singles)          | 1              |
| Países Baixos (MegaCharts)                             | 22             |
| Reino Unido (UK Singles Chart)                         | 24             |
| Portugal (Associação Fonográfica Portuguesa)           | 44             |
| Chéquia (IFPI Česká Republika)                         | 29             |
| Suécia (Sverigetopplistan)                             | 34             |
| Suíça (Schweizer Hitparade)                            | 37             |
| União Europeia (Euro Digital Songs)                    | 14             |

## Histórico de lançamento
| País           | Data                   | Formato           | Gravadora  |
| -------------- | ---------------------- | ----------------- | ---------- |
| Reino Unido    | 22 de setembro de 2017 | Rádios mainstream | Virgin EMI |
| Itália         | 29 de setembro de 2017 | Rádios mainstream | Universal  |
| Estados Unidos | 10 de outubro de 2017  | Rádios mainstream | Capitol    |